# Jiang Naifang

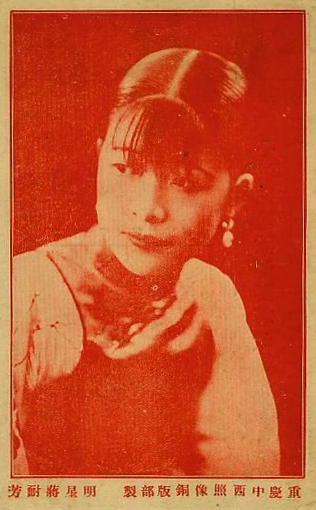
La actriz china Jiang Naifang (蒋耐芳) en una postal realizada mientras hacía películas (entre 1925 y 1932).

Jiang Naifang (蒋耐芳) fue una actriz china de la época del cine mudo de Shanghái en la década de 1920 y principios de 1930. Actuó en al menos 10 películas entre 1925 y 1932. En enero de 1927 apareció en la portada de Liangyou pictorial, también conocida como Young Companion, una revista internacional de Shanghái en la que aparecían con frecuencia las principales actrices y artistas del momento.

## Películas

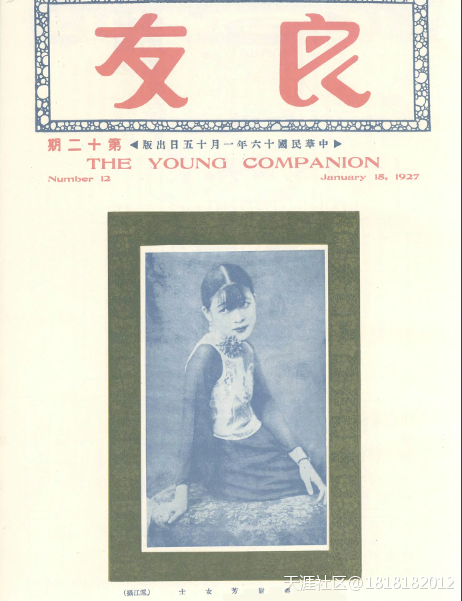
Jiang Naifang en la portada de la revista Young Companion, enero de 1927.

### Longhua Film Company (朗华影片公司)
- 1925 The Dream of Women (南华梦)[1][2]
- 1925 The Dream of Women (南华梦), sequel[1][3]

### New Talent Film Company (新人影片公司)
- 1926 Three Girls in Shanghai (上海三女子)[1][4]

### Guoguang Film Company (国光影片公司)
- 1927 Song Field ( 歌场奇缘)[1][5]

### Jinlong Film Company (金龙影片公司)
- 1928 Legend of the Flying Dragon (飞龙传)[1][6]

### Tianyi Film Company (天一影片公司)
- 1930 Continuation of the case (施公案)
- 1930 Continuation of the case (施公案) secuela[1][7]
- 1930 Continuation of the case (施公案) episodio 3[1][8]
- 1930 Emperor Qianlong Tours the South (乾隆游江南) episodio 7[1]
- 1931 Emperor Qianlong Tours the South (乾隆游江南) episodio 9[1][9]
- 1932 Empty Door Tears (空门血泪)[1]
- 1932 Orchid Girl (芸兰 姑娘)[1]